# William Barclay Parsons
William Barclay Parsons (15 de abril de 1859 - 9 de mayo de 1932) fue un ingeniero civil estadounidense. Fundó la empresa que se convirtió en Parsons Brinckerhoff, una de las mayores empresas estadounidenses de ingeniería civil.
William Parsons era el hijo de William Barclay Parsons y Eliza Livingston Glass. Él era el bisnieto de Henry Barclay, el segundo Rector de la Iglesia de la Trinidad (Manhattan). En 1871 fue a la escuela en Torquay, Inglaterra, y durante los cuatro años siguientes estudió con profesores particulares durante un viaje a Francia, Alemania e Italia.
Parsons recibió una título de grado de la Universidad de Columbia en 1879, y un segundo título de grado de la Escuela de Minas en 1882. Luego se desempeñó como presidente de la junta de administración de la Universidad de Columbia.
Parsons diseñó el Canal de Cabo Cod, como Ingeniero en Jefe. También fue jefe de máquinas de la Comisión de transporte de New York y como tal responsable de la construcción de la Interborough Rapid Transit Company.  Terminado en 1914, mismo que unió a la bahía de Massachusetts y a la Bahía de Buzzards y demostró que un canal sin esclusas se puede construir entre dos masas de agua con mareas diferentes. 
Una parte de la calle 158 en Queens, fue nombrada como él, Parsons Boulevard, dando lugar a los nombres de las emisoras Parsons Boulevard y el Jamaica Center–Parsons/Archer (línea de la Avenida Archer).

## Experiencias militares
William Parsons fue el coronel de Ingenieros de la undécima Fuerza Expedicionaria Estadounidense en Francia durante la Primera Guerra Mundial. Su libro, Los ingenieros norteamericanos en Francia (1920), es un registro valioso e interesante de estas actividades. Fue condecorado por "servicios especialmente meritorios" y recibió condecoraciones, no sólo de los Estados Unidos, sino también de Gran Bretaña, Francia, Bélgica y en el estado de Nueva York.

## Familia
Parsons se casó con Anna Reed, la hija del Reverendo Silvano Reed y educador Caroline Reed Gallup, el 20 de mayo de 1884. Tuvieron dos hijos: Silvia Carolina Parsons, nacido el 19 de noviembre de 1885, y el Dr. William Barclay Parsons, nacido 22 de mayo de 1888.

## Publicaciones
- An American Engineer in China (1900)
- "The American Engineers in France. 1920.
- Engineers and Engineering of the Renaissance (1939)
- Robert Fulton and the Submarine. 1922.
- Track, a complete manual of maintenance of way. 1886.

- Datos: Q8005049
- Multimedia: William Barclay Parsons / Q8005049